# Dagbladet
Dagbladet (Gazeta Codzienna) – popołudniowy dziennik norweski.
Dagbladet został założony w 1869. Ukazuje się w Oslo. Politycznie jest związany z Partią Liberalną. Wychodzi 6 razy w tygodniu. Z nakładem 190 tys. egzemplarzy (2002) jest trzecią co do wielkości gazetą w kraju.